# Caiet
Un caiet (numit de asemenea și blocknotes, carnet, agendă, catalog etc.) e un fascicul de foi, în general de hârtie, legate sau broșate împreună, folosită la scris, desenat, notat, înregistrat, etc. Caietele pot fi de diverse dimensiuni, iar elementele ce le disting pot fi:
- tipul de suprafață
- formă (mărime și greutate)
- legătură, cadru și bordura sau marginea (incluzând tipărituri și semne grafice)
- pre-tipăriturile de pe suprafața de scris (linii, pătrățele, texte, semne grafice, etc.)

Dimensiunile specifice determină folosirea corespunzătoare pentru anumite tipuri de caiete.

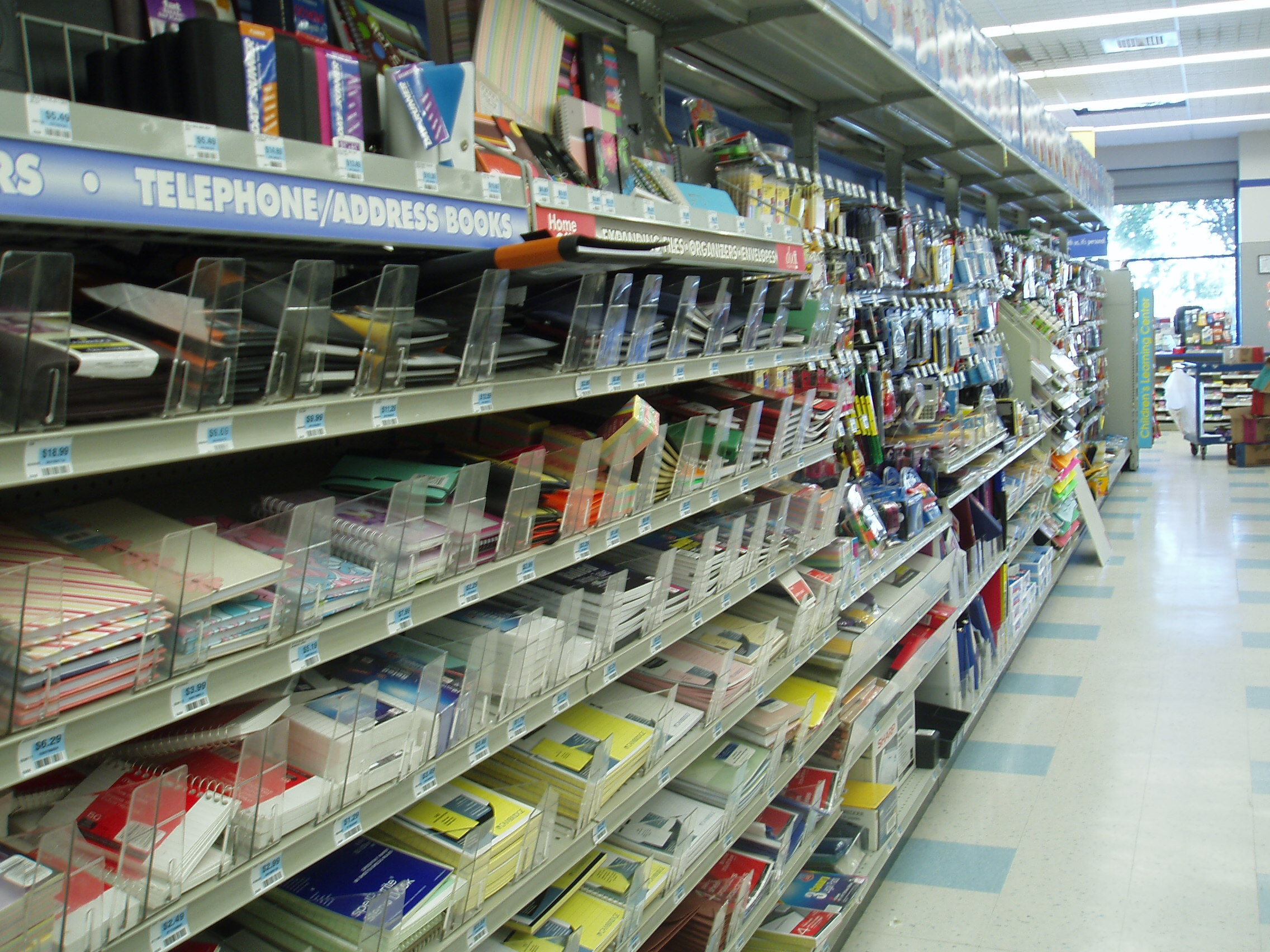
Rafturi cu caiete puse la vânzare dintr-un magazin

## Bordura și coperta
Principalele tipuri de a broșapot fi drepte, spiralate, crestate, tăiate, prinse, rotunde, presate, găurite, șănțuite, cusute, lipite și combinate. Forma de a broșa foile unui caiet poate afecta forma de deschidere a acestuia. De asemenea poate avea un număr de foi standard sau foile se pot atașa ulterior. Ca textură materialul coperților este de obicei diferit de materialul foilor de scris. Poate fi mai durabil, mai decorativ, și în general e mai dur decât paginile conținute, chiar dacă poate fi prins, presat, lipit de ele.Materialul coperților nu ar trebui să dea discomfort în folosirea caietului sau să îngreuneze folosirea acestuia. 

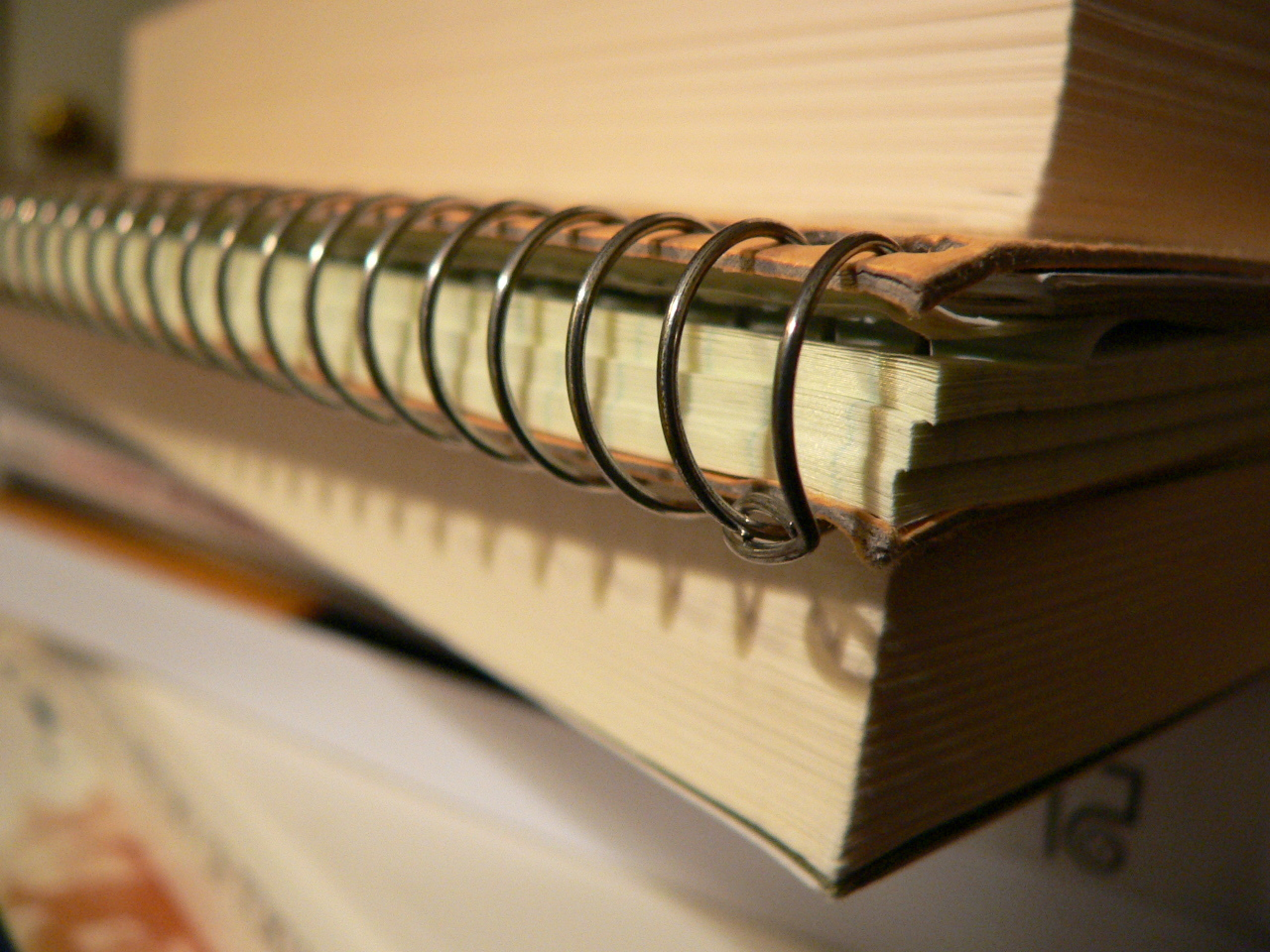
Caiet cu foi prinse în spirală

Adeseori este mult mai ieftină achiziționarea caietelor mecanice ce au foile prinse intr-o spirală sau cu roți ce pot fi permite foilor perforate în marginea stângă, de obicei, să poată fi manipulate și întoarse mai ușor. Altă formă de a prinde foile între ele este cea ce le lipește cu acetat de polivinil (lipici sau clei). Acest procedeu se numește "padding" și se referă la materialul cu care sunt prinse foile unui caiet sau cărți între ele. În ziua de azi este normal ca paginile caietului să conțină o linie fină pe alocuri perforată ce ajută ca foile să fie desprinse cu ușurință. Dar există și caietele sau cărțile ce au foile cusute între ele și asta le face să fie foarte greu de desprins. Unele caiete permit foilor să fie deschise de formă plată, în timp ce altele fac pliuri. 
Alte forme de caiete permit foilor să fie adăugate, desprinse sau înlocuite datorită inelelor, bielelor, discurilor sau spiralelor cu care sunt prinse între ele și care permit deslizarea și deschiderea. În fiecare din aceste sisteme de închidere-deschidere, foile sunt modificate cu perforații ce facilitează sistemului mecanic folosirea lor. În poziția deschis a caietelor mecanice, foile pot fi scoase, rearanjate cele deja existente sau înlocuind sau adăugând altele noi. În poziția închis, foile sunt menținute în ordine.
Sistemul cu discuri (dosare cu șină) oferă avantajul că fiecare foaie sau caiet sunt dotate cu discuri și se pot aranja de mod independent. O pagină perforată pentru acest sistem conține în marginea stângă un rând de dinți ce permite a fi incorporată sau manipulată separat de celelalte foi. 

## Pretipărituri

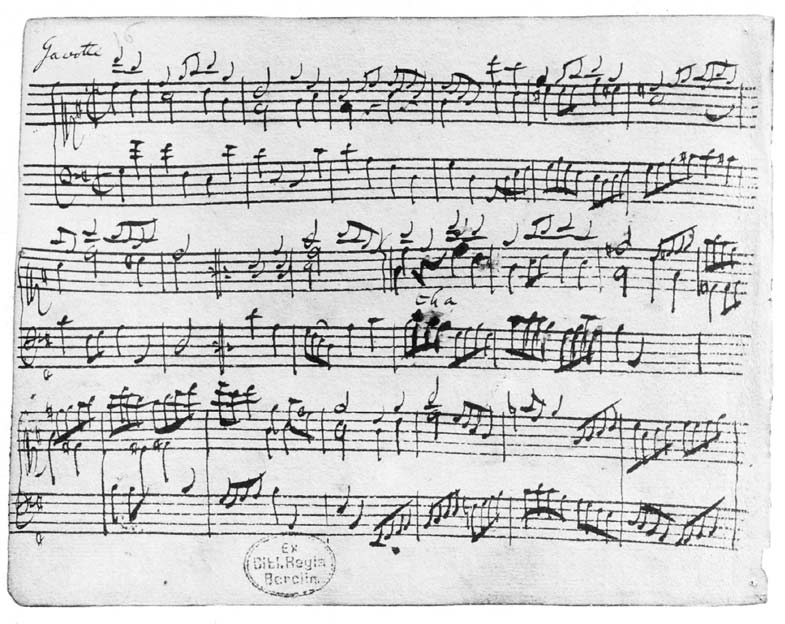
Solfegii de gavote din primul caiet al Annei Magdalena Bach

Foile unui caiet pot fi simple, albe, colorate, cu semne grafice diverse, autocopiante, etc.
Caietele folosite pentru desen sau ciorne sunt de obicei albe sau fără forme grafice desenate pe foile conținute. Caietele pentru scris au de obicei unele semne grafice pe foaia de scris, de exemplu linii pentru a ajuta la alinierea scrisului sau pentru a ajuta la anumite tipuri de desene. Mai precis: caietele dictando ajută la alinierea scrisului și la caligrafiere; caietele cu pătrățele ajută la desenarea cifrelor, figurilor, graficelor, tabelelor, etc; caietele de muzică conțin semne grafice ce ajută și facilitează scrierea solfegiilor; caietele mari de desen includ pagini albe întinse de hârtie pentru a desena sau picta. Caietele standard au în general un număr standard de foi (48, 100, etc.), număr ce acoperă cerințele generale sau tipurile de folosință comune. Multe tipuri de caiete conțin forme grafice decorative. Agendele personale pot fi de diverse forme și pot conține semne grafice pre-tipărite pe toate foile sau doar parțial (exemplu: o agendă poate conține un calendar sau mai multe, hărți, tabele, etc.)

## Posibili succesori electronici
Din a doua jumătate a secolului al XX-lea, mulți au încercat să integreze simplitatea unui caiet cu funcții de editare (scriere, ștergere, re-aranjare) și cu funcții de căutare a unui computer. Computerele portabile de tip Laptop au început să fie numite "notebook" (din engleză: caiet) când au ajuns să fie relativ de mărime mică în 1990, doar că nu conțin nici o abilitate de luat notițe specială. PDA-urile le-au urmat laptopurilor, integrând mici ecrane de cristale lichide touch-sensitive ce includ funcții de grafică și text. Tablet PC sunt considerabil mai mari și oferă funcții complexe cum ar fi de: calculator aritmetic, ceas de buzunar și agendă calendaristică, pentru a juca jocuri electronice, accesarea internetul, recepționarea și transmiterea de e-mail-uri, înregistrarea video, editarea de documente de tip text, agende electronice de contacte, editarea foilor de calcul tabelar, receptor radio sau redarea fișierelor multimedia, și chiar Global Positioning System (GPS), etc. Virtualul PADD din serialul Star Trek se zice că a fost inspirat de PDA și tablet PC, doar că primul PADD nu a fost văzut până în 1987 în "Encounter at Farpoint", după ce primul calculat plat tip PDA a fost fabricat în 1978.